# Simulium nigrofusipes
Simulium nigrofusipes är en tvåvingeart som beskrevs av Rubtsov 1947. Simulium nigrofusipes ingår i släktet Simulium och familjen knott. Inga underarter finns listade i Catalogue of Life.